# Gotovuša
Gotovuša (cyr. Готовуша) – wieś w Czarnogórze, w gminie Pljevlja. W 2011 roku liczyła 147 mieszkańców.